# Ernest Morrison
Ernest Fredric Morrison, detto Ernie (New Orleans, 20 dicembre 1912 – Lynwood, 24 luglio 1989), è stato un attore statunitense, noto come attore bambino nel cast originale della serie Simpatiche canaglie (1922-24) e quindi come danzatore del vaudeville e giovane attore nella serie East Side Kids (1940-43), primo afroamericano ad avere un ruolo di rilievo nel cinema di Hollywood.

## Biografia
Nato nel 1912 a New Orleans, Ernest Morrison comincia giovanissimo la sua esperienza di attore bambino.
Nel 1917 ha una piccola parte in un cortometraggio con Marie Osborne, allora già affermata attrice bambina del tempo. Nei due anni successivi, sotto il nome di "Sambo", diverrà una presenza ricorrente nei film e nei cortometraggi che hanno per protagonista la piccola attrice, quasi tutti diretti dal regista William Bertram.
Nel 1919 Morrison è il primo attore afroamericano a ricevere un contratto a lungo termine con il produttore Hal Roach. A 7 anni è già un veterano del grande schermo. Con il nome di "Sunshine Sammy" recita da "spalla" al comico Snub Pollard in una lunga serie di cortometraggi (le Rollin Comedies). Morrison è cosi' il primo attore bambino afroamericano ad avere un ruolo di primo piano in un serial cinematografico ed il primo ad avere il proprio cognome sui crediti del film, anche se non nei manifesti pubblicitari, dove continuano a comparire i nomignoli più ridicoli, retaggio dei pregiudizi razziali del tempo.
Non era facile a quel tempo essere un attore afroamericano e ancor meno esserlo da bambini. Ai piccoli attori afroamericani si offrono solo parti fortemente stereotipate; la realtà della segregazione poi rende del tutto inconcepibile che sia data loro alcuna parte di protagonista nel cinema americano, se non come "spalle" di qualche attore "bianco". Le eccezioni sono limitate a qualche cortometraggio comico (A Scrap in Black and White, 1903) e pochi coraggiosi filmati di denuncia sociale: When Little Lindy Sang di Lule Warrenton (1916) con la piccola Ernestine Jones; e The Chocolate of the Gang di King Vidor (1918) con Thomas Bellamy. Il primato di essere il primo attore bambino cui sia affidato il ruolo di protagonista in un lungometraggio spetta così al piccolo afro-tedesco Willi Allen in Der kleine Muck (1921), per quanto il cinema europeo sia altrettanto segnato dagli stessi pregiudizi ed anche ad Allen non siano risparmiate le solite parti di servetto o di piccolo clown.
Pur non potendo ambire a parti da protagonista, Morrison è richiestissimo. Sottoposto per anni a ritmi di lavoro oggi inimmaginabili, arriva a produrre anche una o più pellicole alla settimana. Nel 1920 partecipa a tre pellicole con Harold Lloyd; non è accreditato, anche se il suo volto ormai noto compare nei manifesti pubblicitari. Nel 1922 ha un ruolo di rilievo nel film Penrod che raduna un gruppo tra i migliori attori bambini dell'epoca; al suo fianco è la sorella Florence Morrison nell'unica sua interpretazione cinematografica.
Hal Roach rimane vivamente colpito dalle capacità del piccolo Morrison e proprio attorno a lui costruisce nel 1922 il progetto delle Simpatiche canaglie. Nel cast originario accanto a Morrison c'è già anche il giovanissimo Allen "Farina" Hoskins, destinato a diventare negli anni una delle maggiori star della serie. In alcuni episodi anche la sorellina Dorothy Morrison e il padre Ernie Morrison Sr. recitano accanto a Ernest. I ruoli affidati agli attori bambini afroamericani della serie continuano ad essere fortemente stereotipati, ma in un contesto in cui tutti i ruoli sono stereotipati il set delle Simpatiche canaglie si guadagna la reputazione di essere l'unico luogo dove ad Hollywood attori afroamericani potessero interagire da co-protagonisti con attori bianchi.
Morrison fu parte del cast originale della serie fino al 1924. A 12 anni è già troppo grande per la parte; al suo posto è chiamato per qualche tempo (1924-25) Eugene "Pineapple" Jackson nel ruolo del fratello maggiore di "Farina". Gli attori delle Simpatiche canaglie (Ernest Morrison, Eugene Jackson, Allen Hoskins e le piccole Dorothy Morrison e Jannie Hoskins), assieme ai loro coetanei (i Berry Brothers, Hannah Washington e Jimmy Robinson) presenti in serie di imitazione prodotte da altre compagnie, sono gli unici attori bambini afroamericani a ritagliarsi un ruolo di un qualche rilievo nel cinema muto americano, nonostante i personaggi fortemente stereotipati loro affidati.
Con l'eccezione di tre cortometraggi girati nel 1926, Morrison lascia del tutto l'attività cinematografica per lavorare nel vaudeville in coppia con Sleepy Williams. In quegli anni quella del vaudeville era l'unica strada che si offriva ai giovani afroamericani di talento. Morrison vi rimarrà per i successivi 16 anni.
Nel 1940 Sam Katzman lo richiama come unico attore afroamericano nel cast degli East Side Kids ad interpretare il ruolo di Scruno. Forte della sua esperienza teatrale, Morrison non ha alcuna difficoltà ad adattarsi alle nuove esigenze del cinema sonoro. La serie ha un ottimo successo. Morrison vi rimane tre anni, interpretando 13 film (e adattandosi anche a piccole parti in altri film dell'epoca), finché è richiamato nell'esercito negli ultimi anni della seconda guerra mondiale.
Nel dopoguerra abbandona il mondo dello spettacolo per lavorare nell'industria aerospaziale. Torna a recitare solo per una partecipazione straordinaria in un episodio della serie televisiva Good Times (1974).
Morrison muore di cancro a Lynwood (California) il 24 luglio 1989, all'età di 76 anni, ed è sepolto all'Inglewood Park Cemetery.

## Riconoscimenti
- Young Hollywood Hall of Fame (1920's)

## Filmografia

### Cortometraggi
- I miei fidanzati (Captain Kiddo), regia di W. Eugene Moore (1917)
- Baby Marie's Round-Up, regia di William Bertram (1919)
- Daddy Number Two (1919)
- Miss Gingersnap, regia di William Bertram (1919)
- Rolin Comedies (1919-22), con Snub Pollard e "Sunshine Sammy" Morrison, scritte e prodotte da Hal Roach:

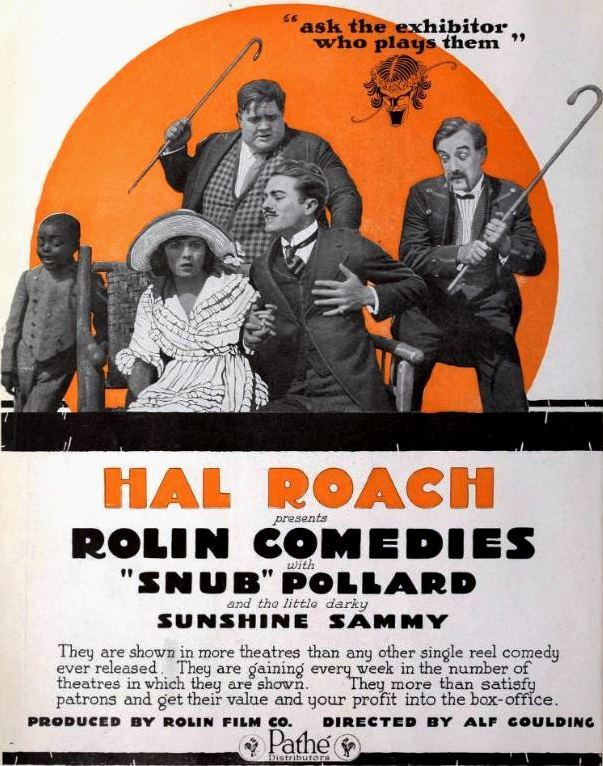
Tre manifesti pubblicitari delle Rolin Comedies (1919-22), dove il piccolo Ernerst "Sunshine Sammy" Morrison appare con Snub Pollard e gli altri attori della serie

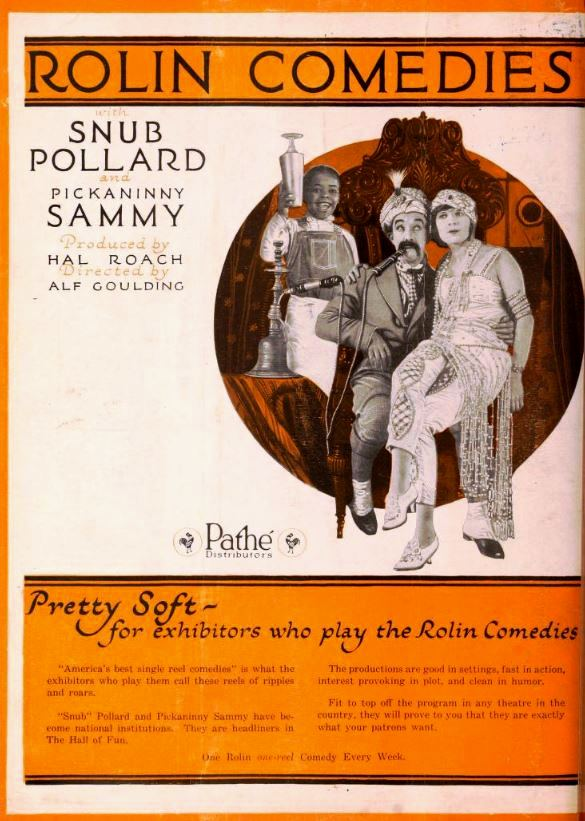

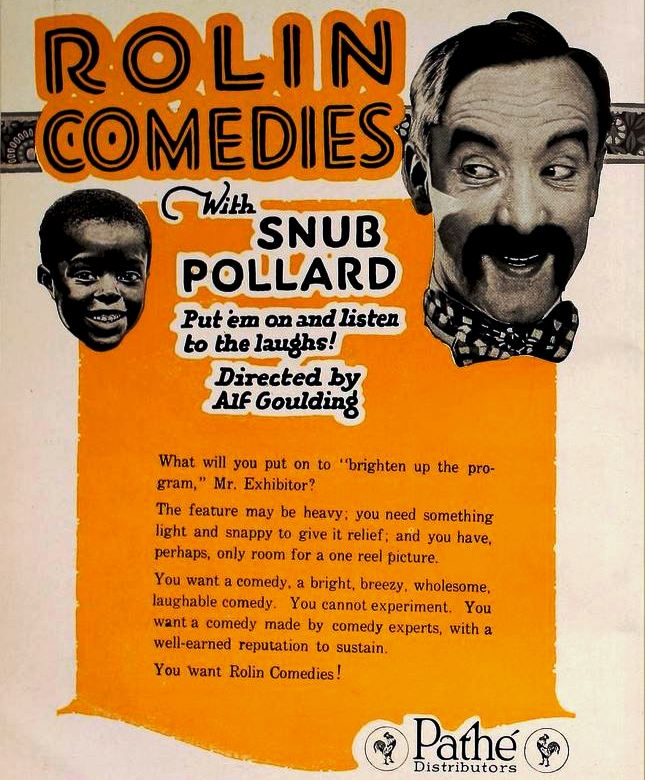

1. Start Something, regia di Alfred J. Goulding (1919)
2. Call for Mr. Caveman, regia di Alfred J. Goulding (1919)
3. Giving the Bride Away, regia di Charley Chase (1919)
4. Tough Luck, regia di Charley Chase (1919)
5. The Floor Below, regia di Charley Chase (1919)
6. Red Hot Hottentotts, regia di Charley Chase (1920)
7. Why Go Home? (1920)
8. The Dippy Dentist, regia di Alfred J. Goulding (1920)
9. All Lit Up, regia di Fred C. Newmeyer (1920)
10. Getting His Goat, regia di Charley Chase (1920)
11. Waltz Me Around, regia di Charley Chase (1920)
12. Raise the Rent, regia di Fred C. Newmeyer (1920)
13. Cut the Cards, regia di Charley Chase (1920)
14. The Dinner Hour, regia di Charley Chase (1920)
15. Find the Girl, regia di Charley Chase (1920)
16. Cracked Wedding Bells, regia di Thomas La Rose (1920)
17. Trotting Through Turkey, regia di Charley Chase (1920)
18. Drink Hearty, regia di Alfred J. Goulding (1920)
19. Nearly a Maid, regia di Charley Chase (1920)
20. All Dressed Up, regia di Charley Chase (1920)
21. Grab the Gost, regia di Alfred J. Goulding (1920)
22. Any Old Port, regia di Alfred J. Goulding (1920)
23. Don't Rock the Boat, regia di Charley Chase (1920)
24. You're Pinched (1920)
25. The Home Stretch, regia di Charley Chase (1920)
26. Call a Taxi, regia di Charley Chase (1920)
27. Run 'Em Ragged, regia di Alfred J. Goulding (1920)
28. Money To Burn, regia di Fred C. Newmeyer (1920)
29. Go As You Please, regia di Alfred J. Goulding (1920)
30. Rock-a-Bye Baby, regia di Charley Chase (1920)
31. Doing Time, regia di Alfred J. Goulding (1920)
32. Fellow Citizens (1920)
33. When the Wind Blows, regia di Charley Chase (1920)
34. Insulting the Sultan, regia di Alfred J. Goulding (1920)
35. The Dear Departed, regia di Charley Chase (1920)
36. Cash Customers, regia di Alfred J. Goulding (1920)
37. Park Your Car, regia di Alfred J. Goulding (1920)
38. The Morning After, regia di Alfred J. Goulding (1921)
39. Whirl o' the West, regia di Nicholas T. Barrows (1921)
40. Open Another Bottle, regia di Alfred J. Goulding (1921)
41. Make It Snappy (1921)
42. Fellow Romans (1921)
43. Rush Orders, regia di Charley Chase (1921)
44. Bubbling Over (1921)
45. No Children, regia di Alfred J. Goulding (1921)
46. Big Game, regia di Alfred J. Goulding (1921)
47. High Rollers, regia di Alfred J. Goulding (1921)
48. At the Ringside, regia di Charley Chase (1921)
49. What a Whopper!, regia di Charley Chase (1921)
50. Name the Day (1921)
51. Late Lodgers, regia di Charley Chase (1921)
52. Full o' Pep, regia di Charley Chase (1922)

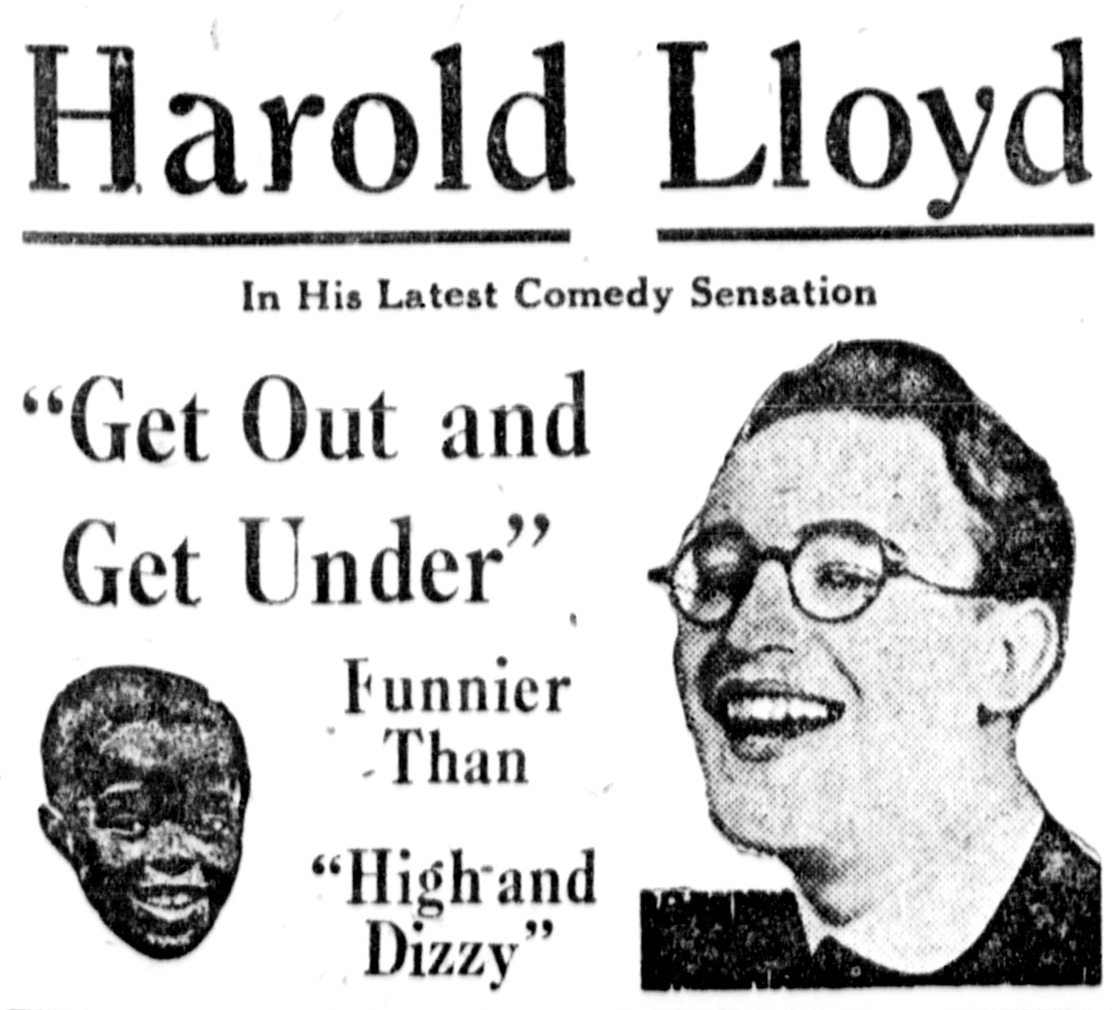
Il volto, ormai noto, di Morrison nei manifesti pubblicitari dei film di Harold Lloyd nel 1920

- Haunted Spooks, regia di Alfred J. Goulding e Hal Roach (14 marzo 1920) - non accreditato
- Harold e l'automobile (Get Out and Get Under), regia di Hal Roach (26 settembre 1920), con Harold Lloyd - non accreditato
- Number, Please?, regia di Hal Roach e Fred C. Newmeyer (1920), con Harold Lloyd - non accreditato
- Pinning It On, regia di Nicholas T. Barrows (1921)
- The Chink (1921)
- Sweet By and By, regia di Robert P. Kerr (1921)
- The Pickaninny, regia di Robert P. Kerr e James Parrott (1921)
- Try, Try Again, regia di Ray Grey (1921)
- Loose Change, regia di Ray Grey (1922)
- Rich Man, Poor Man, regia di Charley Chase (1922)
- High Tide, regia di Nicholas T. Barrows (1922)
- Stand Pat, regia di Ray Grey (1922)
- The Non-Skid Kid (1922)
- Many Happy Returns, regia di Robert P. Kerr (1922)
- The Sleuth, regia di Robert P. Kerr (1922)
- Simpatiche canaglie (21 cortometraggi; 1922-1924):

1. One Terrible Day (1922)
2. Fire Fighters (1922)
3. Our Gang (1922)
4. Young Sherlocks (1922)
5. Saturday Morning (1922)
6. A Quiet Street (1922)
7. The Champeen (1923)
8. The Cobbler (1923)
9. The Big Show (1923)
10. A Pleasant Journey (1923)
11. Boys To Board (1923)
12. Giants vs. Yanks (1923)
13. Back Stage (1923)
14. Dogs Of War (1923)
15. Lodge Night (1923)
16. July Days (1923)
17. No Noise (1923)
18. Strate Fright (1923)
19. Derby Day (1923)
20. Sunday Calm (1923)
21. Tire Trouble (1924)
22. Big Business (1924)

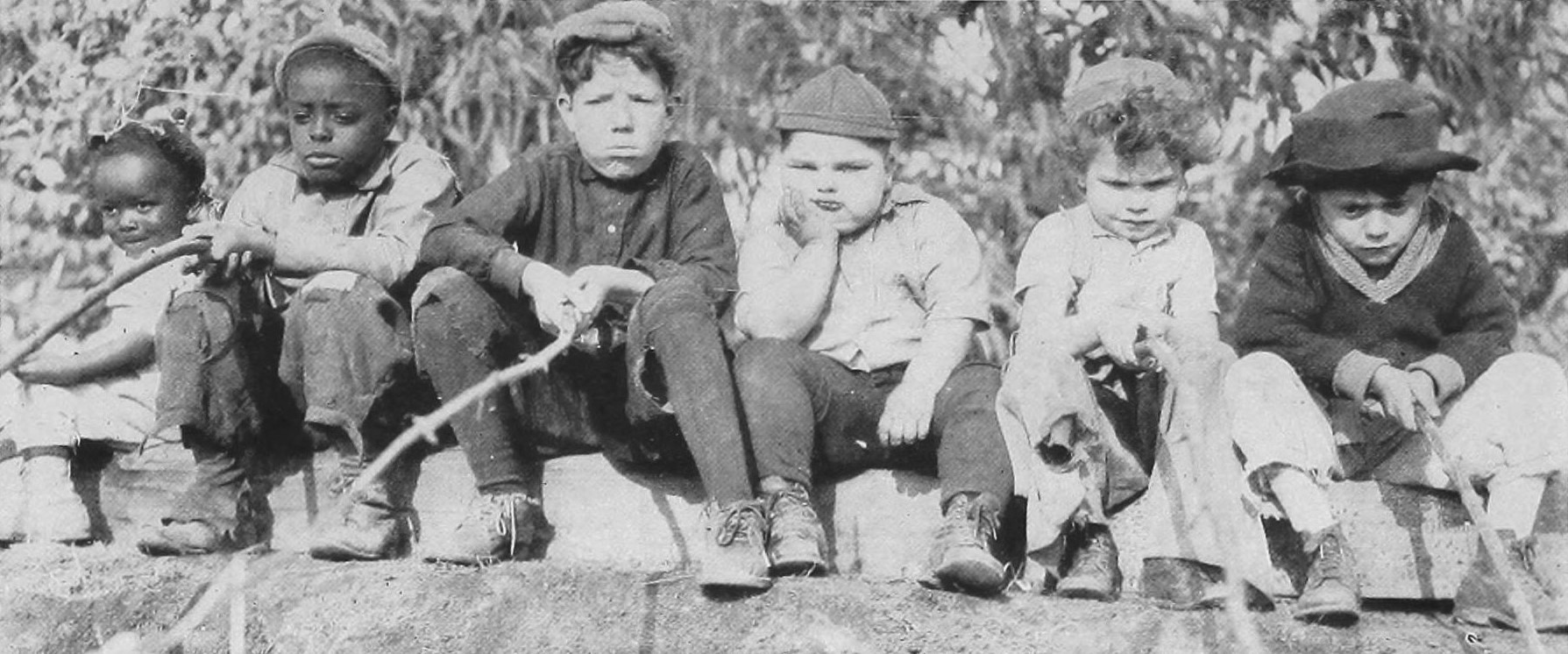
Ernest Morrison tra le Simpatiche canaglie nel 1924

23. The Buccaneers, regia di Mark Goldaine e Robert F. McGowan (1924)
24. Seein' Things (1924)
25. Commencement Day (1924)
26. Cradle Robbers (1924)
27. It's A Bear (1924)
28. Fast Company, regia di Robert F. McGowan (1924)

- Ginger Face, regia di Jimmie Adams (1922)
- Christmas, regia di Jimmie Adams (1923)
- The Fraidy Cat, regia di James Parrott (1924) - non accreditato
- Rupert of Hee Haw, regia di Scott Pembroke (1924) - non accreditato
- Between Meals, regia di Ray Grey (1926)
- Don't Butt In, regia di Ray Grey (1926)
- Soft Pedal, regia di Ray Grey (1926)

### Lungometraggi

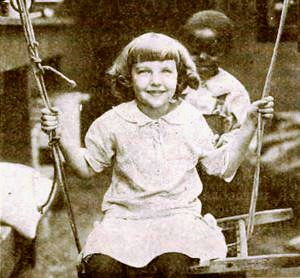
Ernest Morrison con Marie Osborne in Dolly's Vacation (1918)

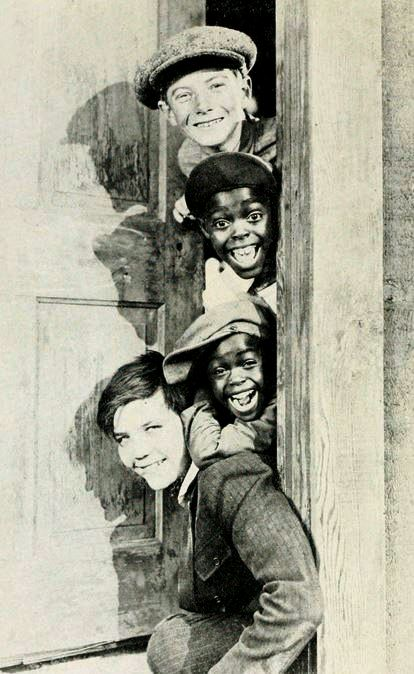
Ernest Morrison in Penrod (1922)

- Daddy's Girl, regia di William Bertram (1918)
- Dolly Does Her Bit, regia di William Bertram (1918)
- Winning Grandma, regia di William Bertram (1918)
- Dolly's Vacation, regia di William Bertram (1918)
- Milady o' the Beanstalk, regia di William Bertram (1918)
- The Little Diplomat, regia di Stuart Paton (1919)
- Penrod, regia di Marshall Neilan (1922)
- Battling Orioles, regia di Fred Guiol e Ted Wilde (1924) - non accreditato
- East Side Kids (13 film; 1940-1943):

1. Boys of the City, regia di Joseph H. Lewis (1940)
2. That Gang of Mine, regia di Joseph H. Lewis (1940)
3. Pride of the Bowery, regia di Joseph H. Lewis (1940)
4. Flying Wild, regia di William West (1941)
5. Bowery Blitzkrieg, regia di Wallace Fox (1941)
6. Spooks Run Wild, regia di Phil Rosen (1941)
7. Mr. Wise Guy, regia di William Nigh (1942)
8. Let's Get Tough!, regia di Wallace Fox (1942)
9. Smart Alecks, regia di Wallace Fox (1942)
10. 'Neath Brooklyn Bridge, regia di Wallace Fox (1942)
11. Kid Dynamite, regia di Wallace Fox (1943)
12. Clancy Street Boys, regia di William Beaudine (1943)
13. Ghosts on the Loose, regia di William Beaudine (1943)

- I Can't Give You Anything But Love, Baby, regia di Albert S. Rogell (1940)
- Fugitive from a Prison Camp, regia di Lewis D. Collins (1940)
- In This Our Life, regia di John Huston (1942) - non accreditato
- The Ape Man, regia di William Beaudine (1943) - non accreditato
- Hit Parade of 1943, regia di Albert S. Rogell (1943) - non accreditato
- Shine on Harvest Moon, regia di David Butler (1944) - non accreditato
- Greenwich Village, regia di Walter Lang (1944) - non accreditato

### Televisione
- "The TV Commercial" (episodio della serie televisiva Good Times), regia di Herbert Kenwith (1974)